# Nasty Suicide
Nasty Suicide, "Nasse" (Jan-Markus Stenfors), är en finlandssvensk provisor, farmaceut och före detta musiker. Han arbetade som det finska glamrockbandet Hanoi Rocks kompgitarrist under gruppens storhetstid. I början av 1985 hoppade han av gruppen och spelade i några mindre lyckade bandprojekt innan han grundade sitt eget band Cheap & Nasty. År 1997 lämnade han musikerkarriären bakom sig och studerade till farmaceut. 

## Biografi - Musikerkarriären

### De tidiga åren
Jan ”Nasse” Stenfors föddes 27 februari 1963 i Sibbo i Finland. År 1976 i Östra Svenska Läroverket, senare Botby Högstadieskola i Helsingfors, blev han god vän med en annan ung gitarrist vid namn Antti Hulkko (han skulle senare byta namn till Andy McCoy). 
Antti var redan då bekant med många Helsingforsmusiker och genom honom fick Stenfors träffa bland annat Maukka Perusjätkä och Ralf Örn, vilket resulterade i att de båda spelade i band som Maukka & Nahkatakit och Ralf Örn Pop. Han medverkade också på Kimmo Miettinens LP Hilse. Sin allra första inspelning gjorde han ändå år 1979 på Finlands första punkband Briards singel Rockin` on the beach/Miss world. Vid det laget hade Hulkko lämnat Briard för att resa till Sverige, så Stenfors tog hans plats i gruppen.
Samma år grundade han tillsammans med Matti ”Macke” Fagerholm (Michael Monroe) bandet Hanoi Rocks. Gruppen bildades samtidigt som den finländska punklegenden Pelle Miljoonas band Pelle Miljoona & 1980 släppte sin skiva Viimeinen Syksy, till och med på skivrelseasetillställningen. Till bandet hörde då gitarristen Stefan Piesnack, basisten Peki Sirola och trummisen "Nedo". Ännu hade inte Antti Hulkko börjat kalla sig "Andy McCoy", utan antog artistnamnet "Andy Suicide", och döpte Stenfors till "Nasty McCoy". Namnen skulle senare kastas om, då McCoy gick med i gruppen.

### Hanoi Rocks
Efter att Andy McCoy och Sam Yaffa lämnat det ytterst framgångsrika Pelle Miljoona Oy för Hanoi Rocks, flyttade gruppen år 1980 till Stockholm. Medan bandet ännu bara var en storhet i Skandinavien och Finland, beslöt man att flytta till London för att slå igenom på den internationella marknaden. I Storbritannien blev Hanoi Rocks medlemmar bekanta med rocksidans vildare sidor i form av fri sex, droger och alkohol. Trots Andy McCoys senare rykte som vildbase, var det till en början Suicide som var den som mest tog för sig i drogkulturen. Bland historierna kan nämnas en gång då han fanns halvdöd på en toalett i London efter en överdos av droger, en annan då han kastade sig huvudstupa ned för en trappa och bröt benet och i Tel Aviv i Israel fick han stoltsera på paradsidorna efter att han demolerat sitt hotellrum och kastat ut möblerna genom fönstret. På sommaren 1983 måste bandet spela några konserter med en annan gitarrist, eftersom Nasty Suicide måste tas in på sjukhus. Hans njurar slutade fungera efter att han åtminstone fyra dagar i sträck hade intagit en cocktail av amfetamin, kokain, heroin, hasch, sprit och värkmedicin, så han måste tas in på dialys. 
Men Nasty Suicide skördade också musikaliska lagrar under sin tid i gruppen, vilket inte minst hörs på bandets två sista skivor, Back To Mystery City och Two Steps From The Move. Totalt gav Hanoi Rocks ut fyra studioskivor mellan 1981 och 1985, samt en rå och bluesig demoskiva, som det brittiska skivbolaget samlade. 1985 släpptes också liveskivan All Those Wasted Years.
Hanoi Rocks var det första finländska rockbandet som på allvar slog igenom på den internationella marknaden och skrev 1984 på kontrakt med storbolaget Epic Records. Dess sista skiva producerades av legendproducenten Bob Ezrin. Livsstilen som gjorde bandet känt var också det som dödade det, då Hanoi Rocks brittiska trummis Razzle efter en våt kväll i december 1984 satte sig i bilen med den berusade Mötley Crüe-sångaren Vince Neil, som krockade, med Razzles död som följd. 
Hanoi Rocks spelade vidare till och med sommaren 1985, men det stod snart klart att den tunga livsstilen kombinerat med Razzles död blev för mycket för gruppen, som också började slitas av inre stridigheter. Efter några medlemsbyten på bas och trummor, meddelade Monroe att han hoppade av, vilket betydde slutet för bandet.
För information om tiden i Hanoi Rocks, läs gärna separat artikel.

### Efter Hanoi Rocks - Cherry Bombz och Suicide Twins
Redan innan gruppen sprack, hade Nasty tillsammans med basisten Sam Yaffa, Razzle och Knox från bandet Vibrators ett projekt som de kallade Fallen Angels. Tillsammans spelade de in ett album, men Hanoi-gänget hann aldrig spela live i bandet. 1985 medverkade Nasty och Michael på ex-New York Dolls-gitarristen Johnny Thunders soloskiva Que Sera, Sera.
Sam Yaffa hade lämnat Hanoi Rocks redan före gruppen splittrades. När Monroe till sist hoppade av, fanns Terry Chimes (The Clash) på trumpallen och Timo Kaltio bakom basen, och förutom Suicide, var McCoy den enda gamla medlemmen som fanns kvar. Den här uppsättningen fortsatte en tid som Cherry Bombz, efter att sångerskan Anita Chellemah hade slutit sig till truppen. Kaltio ersattes i början av 1986 av Dave Tregunna. Cherry Bombz red högt på arvet från Hanoi Rocks och fick nästan lika mycket uppmärksamhet i internationell press och media som det forna moderbandet. Musiken lät också som ett poppigt Hanoi Rocks med en kvinnlig solist. Men samarbetet höll inte. Saldot när gruppen splittrades i slutet av 1986 var en EP, en live-LP och en moderat hit med Oil & Gasoline. 
Om Cherry Bombz var en musikalisk flopp som fick mycket uppmärksamhet, var Nastys nästa projekt, Suicide Twins, en musikalisk höjdpunkt som fick väldigt lite uppmärksamhet. Suicide Twins var en duo bestående av Nasty och Andy som i sin akustiska musik på plattan Silver Missiles And Nightinggales tydligt visade prov på Andys genialitet som låtskrivare. Under projektets gång ändrade Stenfors sin pseudonym till "Nasty Superstar". Men han tröttnade till slut på McCoy, som han ansåg att var domderande och bufflig, och avskedade honom från duon 1987. Efter det hade han ett kort samarbete med britten Rene Berg (Idle Flowers), som inte heller visade sig vara lyckat.

### 1987-1989 - Down & Out in London
Efter att McCoy sparkats från Suicide Twins, startade han en smutskastningskampanj mot Suicide i pressen. Suicides alla forna bandkamrater hade lämnat honom för USA, och han var kvar i London. Tillsammans med Rene Berg grundade han GangBangBand, som släppte en EP. Han råkade ändå i gräl med resten av gruppen och krävde att hans namn skulle tas bort från skivomslaget, något han senare ångrade. 
Både musikerkarriären och resten av livet var på dekis mellan 1987 och 1989. Han inledde igen en kort projekt med Berg, The Wyrd Things (ibland omnämnt som Wylde Things eller The Weird Things), men det blev på demostadiet. Efter några medlemsbyten blev det West End Central och senare Soho Vultures. I den sista reinkarnationen spelade förutom Suicide och Berg också trummisen Smash (från Idle Flowers) och basisten Tommy Fox. Soho Vultures fick en del uppmärksamhet och turnerade både i England och Finland, men kom aldrig att göra mer än 7 demosånger, av vilka många senare gavs ut på Rene Bergs soloskiva. 
Under den här tiden levde Suicide i extrema förhållanden. Han levde på 30 pund i veckan och hade spenderat alla sina besparingar på droger och alkohol. Även om han nu hade lagt av med knarket, drack han mycket. Också hans äktenskap med hustrun Simone (f. Lianne) var på bristningsgränsen. De hårda tiderna tvingade ändå Suicide att utveckla sig själv som sångare och låtskrivare, vilket skulle visa sig nyttigt på 90-talet.

### Cheap & Nasty
År 1989 bad Michael Monroe Suicide att flytta till New York för att hjälpa till med att skriva låtar till hans soloskiva Not Fakin' It. Den största hiten blev också Dead, Jail or Rock n' Roll, som Suicide skrev tillsammans med producenten Little Steven. Suicide medverkade på skivan och spelade live i Mikes band. Från New York reste han åter till Finland för att skriva ny musik, och sedan via London till Los Angeles. Här träffade han igen Timo Kaltio, som han beslöt sig för att grunda Cheap & Nasty med. De andra medlemmarna blev trummisen Les Riggs och basisten Mike Finn (The Unforgiven).  Efter några konserter upptäckte myndigheterna att Suicide inte hade något arbetstillstånd i USA, så han var tvungen att packa ihop och återvända till Europa. 
När han så trodde att bandets saga var all, meddelade Timo och Les att de kom med till London. Där värvade de också Alvin Gibbs från UK Subs och gav 1991 ut skivan Beautiful Disaster. Bandet turnerade i Japan och Europa och gav 1994 ut den andra skivan Cool Talk Injection. Båda fick goda recensioner och bandet fungerade bra - och nådde dessutom en respektabel kommersiell framgång, speciellt i Storbritannien och Japan. Det var också under den här tiden som Suicide inledde sin dramatiska livsstilsförändring. Redan i Los Angeles började han avvänjningsvård, och i London blev han intresserad av zenbuddhism och började träna taekwondo. Han tog sig också ur sitt icke-fungerande äktenskap. 1994 mötte han sin nya hustru, finländskan Tina Finn i Tokyo. 
Efter gruppens andra skiva meddelade ändå Suicide att han lämnar bandet. Michael Monroe hade redan länge velat ha med Suicide i sitt band Demolition 23. Suicide ville inte lämna sin bas i London, men lät sig till sist övertalas då Demolition 23:s ordinarie gitarrist Jay Hening inte kunde komma med på turnéerna i Europa och Japan, då han inte fick utresetillstånd från USA. Och i augusti 1994 meddelade Suicide att han blivit ordinarie medlem i stället för Hening. 
Tillsammans med Monroe skrev och spelade han också in låten I Only Wrote This Song For You till minne av deras goda vän Johnny Thunders som dog samma år. Låten släpptes på en minnesskiva där många internationella stjärnor medverkade.

## Åter till skolbänken & senare karriär
1995 meddelade Nasty Suidide att han lämnade också Demolition 23 för att flytta till Finland och återuppta sina studier. Han skrev studenten med 5 laudatur och en magna i finska modersmålsprovet, trots att hans modersmål var svenska. Han fortsatte studierna på Helsingfors universitet, där han utbildade sig till farmaceut. 
I och med gymnasiestudierna återtog han sitt riktiga namn Jan Stenfors och spelade 1996 in sin första och enda soloskiva Vinegar Blood tillsammans med sin bror Frej, sin pappa Harry och Puka Oinonen. Han turnerade akustiskt i Japan och spelade några duetter med Puka. 
År 1998, då han blev student, lämnade han musiken för gott (han hoppade in i Hanoi Rocks för en konsert på 2000-talet) och koncentrerade sig enbart på sina studier. Han har forskat i hur gifter och kemikalier påverkar hjärnan och medger att inriktningen delvis kommit sig av hans ungdomsårs experiment. År 1999 fick han en dotter och sökte samma år in på provisorslinjen, och blev utexaminerad provisor år 2003. Han förlorade ändå sitt arbete på Hagnäs apotek då apotekaren insåg att farmaceuten Jan Stenfors var samma person som drogmissbrukaren Nasty Suicide. Idag arbetar han som medical advicer på läkemedelsföretaget Ipsen. Enligt hörsägen skriver han också sin doktorsavhandling. 
Jan Stenfors uppträder fortfarande sporadiskt, men mest som överraskningsgäst på andra artisters konserter.

## Nastys band
- Maukka & Nahkatakit
- Ralf Örn Pop
- Briard
- Hanoi Rocks
- Fallen Angels
- Cherry Bombz
- Suicide Twins
- GangBangBand
- The Wyrd Things
- West End Central / Soho Vultures
- Michael Monroe solo
- Cheap & Nasty
- Demolition 23

## Diskografi (album)
- Bangkok Shocks Saigon Shakes Hanoi Rocks (Hanoi Rocks/Johanna/1981)
- Oriental Beat (Hanoi Rocks/Johanna/1982)
- Self Destruction Blues (Hanoi Rocks/Johanna/1982)
- Back To Mystery City (Hanoi Rocks/Lick/1983)
- All Those Wasted Years (Hanoi Rocks/Johanna/1984) Live på Marquee Club
- Two Steps From The Move (Hanoi Rocks/CBS/1984)
- Rock n' Roll Divorce (Hanoi Rocks/Lick/1985) Live i Polen
- Silver Missiles And Nightinggales (Suidide Twins/Yahoo/1986)
- Coming Down Slow (Cherry Bombz/High Dragon/1987)
- Beatiful Disaster (Cheap & Nasty/China/1991)
- Cool Talk Injection (Cheap & Nasty/Canyon int./1994)
- Vinegar Blood (Jan Stenfors/Spinefarm/1997)